# 綿涙粉緒
綿涙 粉緒（めんるい こなお、1977年（昭和52年）1月18日 - ）は、日本のライトノベル作家。福岡県築上郡築上町出身。代表作は、『名湯『異世界の湯』開拓記 〜アラフォー温泉マニアの転生先は、のんびり温泉天国でした〜』。

## 略歴
福岡県築上郡築上町出身。三人兄弟の次男。築城町立（現築上町）上城井小学校、築城町立（現築上町）城井中学校（廃校）、福岡県立豊津高校（現育徳館中学校・高等学校）、国立琉球大学教育学部。中学時代に星新一の小説に触れ、自分でも創作ができるのではないかと考え創作を始める。その後、30年以上の下積みを経てWEB小説を書きはじめ、小説投稿サイト「ノベルアップ+」（ホビージャパン）にて2019年9月6日より連載開始。2020年には「第2回ノベルアップ+小説大賞」（同社）に入賞し、2021年からはHJノベルス（同社）より書籍化され商業デビューを果たす。(ノベルアップ＋『ノベプラ初のアニメ化作品・誕生秘話　 綿涙粉緒さんインタビュー』2023年12月15日)

## 人物・エピソード
- アニメ『名湯異世界の湯開拓記』において、付属ASMRの完全監修をつとめる。
- 料理と温泉と落語を愛好している。
- 時代小説家の側面もあり、書籍化には至らなかったもののアルファポリス主催「第7回歴史・時代小説大賞」において「江戸を揺るがす捕物譚賞」を『仕合せ屋捕物控』で受賞。

## 作品リスト
- 『名湯『異世界の湯』開拓記 〜アラフォー温泉マニアの転生先は、のんびり温泉天国でした〜』